# Échographie endoscopique

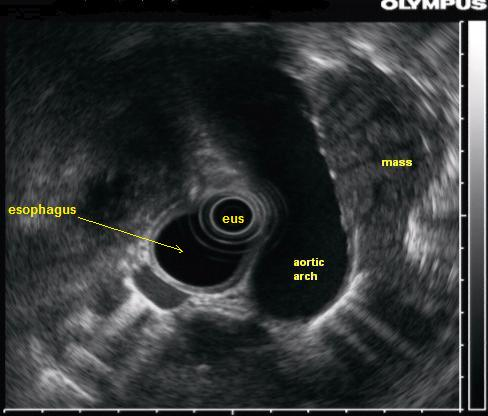
Masse d'un cancer du poumon révélée par échographie endoscopique.

L’échographie endoscopique (EUS, acronyme de l'anglais Endoscopic ultrasound), appelée aussi ultrason endoscopique ou écho-endoscopie,  est un acte médical qui emploie une source  d’ultrasons au bout d’un endoscope relié à un échographe pour obtenir des images des organes internes de la poitrine et de l'abdomen. Elle peut être utilisée pour visualiser la paroi de ces organes ou pour examiner les structures adjacentes. Combiné avec l'échographie Doppler, le flux des vaisseaux sanguins avoisinants peut également être analysé.
L’échographie endoscopique s'applique le plus souvent sur le tractus digestif supérieur et sur le système respiratoire. La procédure est effectuée par les gastro-entérologues ou pneumologues qui ont eu une formation spécifique. La procédure ressemble à celle de l'endoscopie et peut être complétée par une biopsie écho-guidée. 

## Principaux types d'EUS
- EUS des sondes de types radiaux (la technique la plus commune pour le diagnostic)
- EUS des sondes de types linéaires (pour les échantillons fins de tissu ou l’injection)
- EUS par mini-sonde (sonde mince d’ultrasons pour les détails fins de la paroi de l’intestin)[1]

## Aspects techniques
La qualité de l'image produite est directement proportionnelle à la fréquence utilisée. Par conséquent, une haute fréquence produit une meilleure image. Cependant, l'échographie à haute fréquence ne pénètre pas aussi bien que les ultrasons basse fréquence de telle sorte que l'examen des organes voisins peut être plus difficile.
L'écho endoscopie s'effectue sous anesthésie générale.

### Sources
- (en) Cet article est partiellement ou en totalité issu de l’article de Wikipédia en anglais intitulé « Endoscopic ultrasound » (voir la liste des auteurs).